# Arbourse
Arbourse település Franciaországban, Nièvre megyében. Lakosainak száma 123 fő (2022. január 1.). Arbourse Châteauneuf-Val-de-Bargis, La Celle-sur-Nièvre, Chasnay, Dompierre-sur-Nièvre és Nannay községekkel határos.

## Népesség
A település népességének változása:
| Lakosok száma | 121  | 124  | 126  | 127  | 127  | 128  | 126  | 125  | 123  |
|               | 2013 | 2015 | 2016 | 2017 | 2018 | 2019 | 2020 | 2021 | 2022 |